# Carnyorth
Carnyorth – osada w Anglii, w Kornwalii. Leży 11 km na zachód od miasta Penzance i 419 km na zachód od Londynu.